# Puig de Miànigues
El Puig de Miànigues és un cim de 203 metres que es troba al municipi de Banyoles, a la comarca del Pla de l'Estany.